# Dworkino
Dworkino (ros. Дворкино; niem. Friedenberg; pol. Rochowo; lit. Frydenbergas) – osiedle w Rosji, w obwodzie królewieckim, w rejonie prawdinskim.
Miejscowość położona jest tuż przy granicy państwowej. Po drugiej strony granicy znajduje się polska osada Melejdy.

## Historia
Pierwsza wzmianka o Friedenbergu jako dobrze rycerskim Hansa Traupe pochodzi z 1376. Po 1466 majątek przeszedł na własność rodu von Merklichenrode, a później należał do rodu von Damarau i kanclerza Johanna von Kreitzena. Frydenberg przeszedł w posagu na własność rodziny von Wittenau, która posiadała majątek przez kilka stuleci. W 1735 roku we Friedenbergu otwarto szkołę, która działała do 1945 roku. W 1910 Friedenberg liczył 252 mieszkańców. Na początku XX wieku majątek nabył Lothar von Kalkstein, który wybudował tu luksusowy dwór. W 1933 roku Friedenberg liczył 395 mieszkańców, a w 1939 roku 383. Ostatnim właścicielem majątku w latach 1938-1945 był Heinz Böttiger, który przebudował majątek.
Po II wojnie światowej Friedenberg nazwano Rochowem. Rochowo zostało siedzibą istniejącej przejściowo zbiorowej gminy Rochowo na terenie tzw. Ziem Odzyskanych, na obszarze przeciętego granicą państwową powiatu gierdawskiego. Prawie cała gmina Rochowo (oprócz Melejd) znalazła się po stronie radzieckiej, przez co została zniesiona, a przypadły Polsce skrawek gminy Rochowo wszedł w skład gminy Skandawa w powiecie kętrzyńskim.
W 1947 Rochowo (Friedenberg) przemianowano na Dworkino.

## Zobazc też
- Melejdy